# 기독교여자청년회

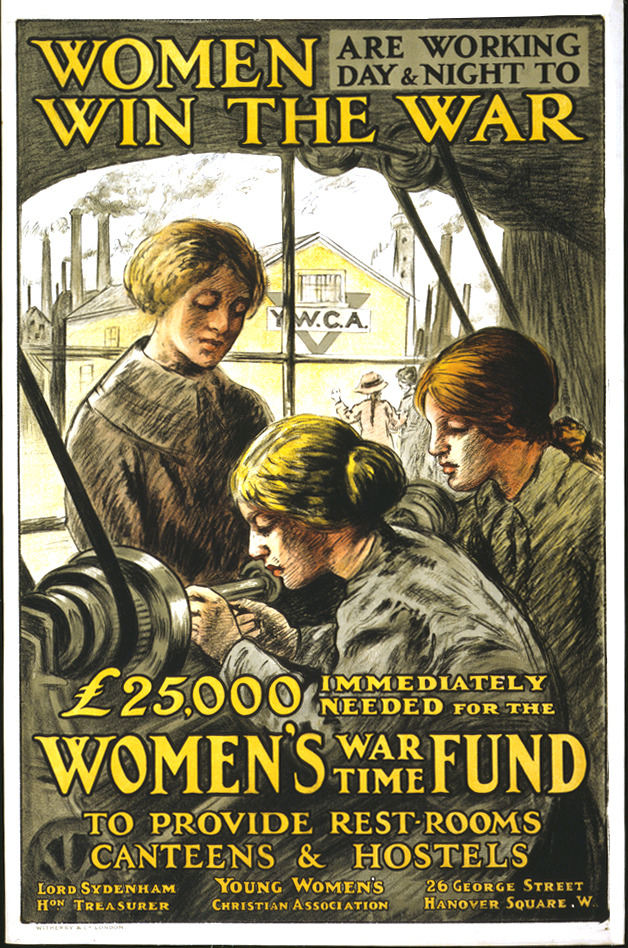
1915년에 제작된 이 포스터는 제1차 세계대전 여성 근로자들을 위한 기숙사를 제공하는 여성 전시 기금(the Women's War Time Fund) 대한 지원을 호소하는 것이다. 포스터의 배경, 창문 밖에는 YWCA 건물이 그려져 있다.

기독교여자청년회(基督敎女子靑年會, Young Women's Christian Association)는 세계적인 조직을 가진 기독교 민간단체이다. 흔히 YWCA라고 부른다.
19세기에 설립되어 세계에서 가장 오래된 대형 여성 단체로 남아 있다. 명칭이 비슷하여 혼동되기 쉬운 기독교청년회(YMCA)와는 완전히 별도의 독립적인 단체이다.

## 목적
세계 곳곳에서 기독교여자청년회의 이름으로 호스텔과 수영장, 실내 운동장을 운영하고 있어 언뜻 여행과 체육 활동 등 여가 선용과 주로 연관짓기 쉬우나, 기독교여자청년회의 목표는 지금도 "세계 여성과 소녀를 지도자로 육성하고 단합된 힘을 길러 인류의 인권, 건강, 안전, 존엄, 자유, 정의, 평화를 달성한다"는 것이다.
기독교여자청년회의 상징은 파란색 역삼각형으로, 각 변은 신체와 정신, 영혼을 상징한다.

## 역사
산업혁명과 크림 전쟁 와중인 1855년에 영국에서 발족하여 1884년 정관이 마련되었다. 이후 세계 각국으로 퍼져나갔으며, 제2차 세계대전을 계기로 더욱 강화되었다. 기독교여자청년회는 전쟁을 겪으며 피난민 문제에 대해 지속적으로 관심을 보였고, 여성의 인권과 건강, 에이즈, 지속가능한 성장, 문맹과 교육, 환경 문제, 평화 문제 등을 다루었다.

## 조직
각 지역에 기독교여자청년회 지부가 조직되어 전국 조직에 속하고, 전국 조직은 세계 YWCA에 속하는 구조이다. 세계 YWCA 본부는 스위스 제네바에 위치해 있다. 기독교청년회와는 별개의 단체지만, 각 지역에서 결성되는 기독교여자청년회가 기독교청년회와 함께 연합 조직을 구성하는 경우도 많이 있다. 이 경우 YW/YMCA나 YWCA-YMCA와 같은 명칭을 사용한다.

## 한국의 기독교여자청년회
한국에서는 일제강점기인 1922년에 경성부에서 조선여자기독교청년회연합회가 결성되어 기독교여자청년회 운동의 시초가 되었다. 이 조직은 기독교 계열의 지식인들인 김활란, 김필례, 유각경 등이 결성해 2년 뒤인 1924년에 세계 YWCA에 가입했다.

## 같이 보기
- 기독교청년회
- 대한여자기독교청년회연합회